# Экспедиция «Белый медведь»
Экспедиция «Белый медведь» (англ. Polar Bear Expedition), официально называлась «Американские экспедиционные силы „Северная Россия“» (англ. American Expeditionary Force, North Russia) — это контингент из около 5,6 тыс. военнослужащих армии США, высадившийся в Архангельске в рамках интервенции союзников в Гражданскую войну в России. С сентября 1918 по май 1919 года экспедиция сражалась с Красной армией в прилегающих районах.

## История

### Предыстория
Президент США Вудро Вильсон направил экспедицию «Белый медведь» в Россию в ответ на просьбы правительств Великобритании и Франции присоединиться к интервенции союзников на севере России (также известной как Северная «русская» кампания).
14 июля 1918 года 85-я дивизия армии США покинула тренировочный лагерь в Кэмп-Кастере (англ., штат Мичиган, США), и отправилась на Западный фронт во Францию. Через три дня президент Вильсон дал согласие на ограниченное участие американских войск в интервенции союзников с условием, что они будут использоваться только для охраны складированных военных материалов. Получив директиву от президента Вильсона, генерал армии США Джон Першинг изменил приказ для 339-го пехотного полка, а также первого батальона 310-го инженерного полка и нескольких других вспомогательных подразделений 85-й дивизии. Вместо того чтобы отправиться во Францию, эти части были обучены и переоснащены в Англии русским оружием, а затем отправлены в Северную Россию. В Архангельск они прибыли 4 сентября 1918 года под британским командованием.

### Экспедиция
Прибыв в Архангельск 2 августа 1918 года, британские командиры союзной интервенции обнаружили, что военное имущество союзников уже перевезено вверх по Северной Двине отступающими большевистскими войсками. Поэтому прибывшие через месяц американские войска сразу же были использованы в наступательных операциях для помощи в спасении Чехословацкого корпуса. Британское командование направило первый батальон 339-го пехотного полка вверх по Северной Двине, а третий батальон 339-го полка — на Вологодскую железную дорогу, где они в течение следующих шести недель вступали в бой с большевистскими войсками и оттесняли их. Самыми крупным боестолкновением американских войск с Красной Армией стало сражение за Кицкие Выставки, в котором приняло участие четыре роты 339 пехотного полка США численностью около 1000 солдат и офицеров. Самым кровопролитным сражением для американских войск на Севере России стала Шенкурская наступательная операция Красной Армии 19-28 января 1919 г., в которой погибло 34 американских солдата и офицера, 28 из них служили в роте "А" 1-го батальона. Это подразделение 339 полка понесло самые большие боевые потери за всё время экспедиции.